# Tanystylum ulreungum
Tanystylum ulreungum là một loài nhện biển trong họ Ammotheidae. Loài này thuộc chi Tanystylum. Tanystylum ulreungum được miêu tả khoa học năm 1983 bởi Kim.